# Oldbury

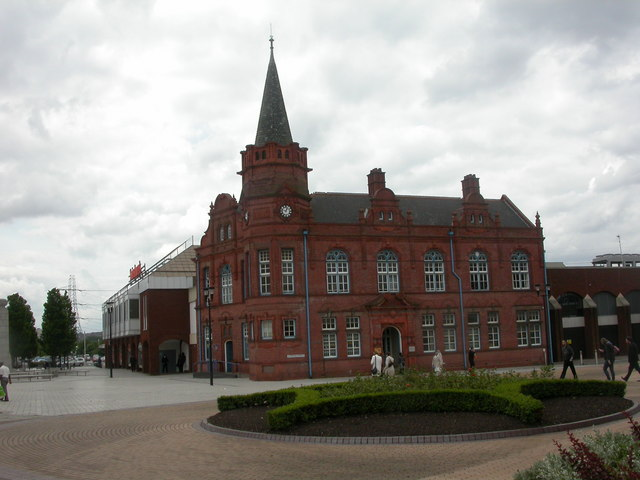
Altes Rathausgebäude von Oldbury

Oldbury ist eine Stadt in den West Midlands von England. Es liegt im westlich von Birmingham gelegenen Black Country und ist Sitz des Boroughs von Sandwell. Bis ins späte 19. Jahrhundert war Oldbury eine Kirchgemeinde im County Shropshire, bis es ein selbständiger Stadtdistrikt und nach Worcestershire eingemeindet wurde.
1966 fusionierte Oldbury mit der östlich angrenzenden Gemeinde Smethwick und dem südöstlichen Rowley Regis zum County Borough of Warley. Die Einwohnerzahl von Oldbury-Smethwick betrug 139.529 (2006).
1974 wurde Oldbury Teil des neuen Metropolitan Boroughs Sandwell (entstanden aus dem Zusammenschluss der County Boroughs von West Bromwich und Warley); heute liegt Oldbury im West Midlands Metropolitan County.
Durch Oldbury führt die Autobahn M5. Die Stadt liegt außerdem an der Bahnlinie Birmingham–Wolverhampton.
Aus Oldbury stammen der Komiker Frank Skinner und die Hörspielsprecherin und Sängerin Marjorie Westbury, bekannt als Steve Temple in den englischen Hörspielen um den Detektiv Paul Temple von Francis Durbridge.

## Söhne und Töchter der Stadt
- Fred Wheldon (1869–1924), englischer Fußball- und Cricketspieler
- Jack Judge (1878–1938), Varieté-Sänger und Komponist
- Marjorie Westbury (1905–1989), Hörspielsprecherin und Sängerin
- Raymond Arthur Lyttleton (1911–1995), Astronom
- Mick Aston (1946–2013), Archäologe
- Jodie Stimpson (* 1989), Triathletin